# Aspila espea
Aspila espea là một loài bướm đêm trong họ Noctuidae.